# Xysticus joyantius
Xysticus joyantius är en spindelart som beskrevs av Benoy Krishna Tikader 1968. Xysticus joyantius ingår i släktet Xysticus och familjen krabbspindlar. Inga underarter finns listade i Catalogue of Life.